# Marek Siudak
Marek Siudak (ur. 12 listopada 1947 w Dobrocicach, zm. 3 maja 2000) – polski ekonomista, pracownik Wydziału Inżynierii Produkcji i Instytutu Organizacji Zarządzania Politechniki Warszawskiej, dyrektor Instytutu Organizacji Systemów Produkcyjnych Politechniki Warszawskiej.

## Życiorys
W 1971 r. rozpoczął pracę wykładowcy na Politechnice Warszawskiej. W latach 1982–1984 oraz 1990-1996 pełnił funkcję dyrektora Instytutu Organizacji Systemów Produkcyjnych, natomiast w latach 1981-1982, 1984-1990 i 1996-2000 sprawował funkcję zastępcy dyrektora ds. nauki tego Instytutu. W 1994 r. objął stanowisko kierownika Zakładu Ekonomiki i Zarządzania Politechniki Warszawskiej, na którym pozostał do 2000 r. Był twórcą i głównym organizatorem trzech laboratoriów dydaktycznych Politechniki Warszawskiej (Orgatechniki, Ergonomii oraz Organizacji Pracy), a także Ośrodka Szkolenia Menadżerów. Aktywnie uczestniczył przy utworzeniu dwustopniowych studiów – licencjackich, policencjackich i magisterskich na kierunku Zarządzanie i Marketing, oraz studiów podyplomowych z zakresu ekonomiki i zarządzania. Był również głównym pomysłodawcą i wykonawcą projektu zintegrowanego informatycznego systemu administrowania Instytutem. Rozprawa habilitacyjna Marka Siudaka, pt. Zarządzanie wartością przedsiębiorstwa, została bardzo pozytywnie przyjęta przez recenzentów, nie zdążył jej jednak obronić – zmarł na krótko przed obroną.
Marek Siudak jest autorem lub współautorem 3 monografii i 15 referatów prezentowanych na konferencjach międzynarodowych. Łączne wydał ponad 50 prac naukowych.

## Stanowiska
- od 1971 – wykładowca Politechniki Warszawskiej
- od 1978 – adiunkt Politechniki Warszawskiej
- 1982-1984, 1990-96 – dyrektor Instytutu Organizacji Systemów Produkcyjnych Politechniki Warszawskiej
- 1981-1982, 1984-1990, 1996-2000 – zastępca dyrektora ds. nauki Instytutu Organizacji Systemów Produkcyjnych Politechniki Warszawskiej
- 1994-2000 – kierownik Zakładu Ekonomiki i Zarządzania Politechniki Warszawskiej[1]

## Nagrody, wyróżnienia, odznaczenia
- Srebrny Krzyż Zasługi (1997)
- Krzyż Kawalerski Orderu Odrodzenia Polski (pośmiertnie)
- Zespołowa Nagroda Ministra Nauki i Szkolnictwa Wyższego (trzykrotnie)
- Nagroda Rektora Politechniki Warszawskiej za osiągnięcia dydaktyczne i naukowe (wielokrotnie)[1]

## Upamiętnienia
Rada Wydziału Zarządzania Politechniki Warszawskiej w roku 2018 ustanowiła nagrodę "Wykład im. Marka Siudaka". Laureat, poza otrzymaniem pamiątkowego dyplomu, uzyskuje przywilej wygłoszenia wykładu dla ekskluzywnej publiczności, składającej się z ekspertów w obszarze nauk ekonomicznych i technicznych.

### Laureaci nagrody „Wykład im. Marka Siudaka”
- 2018: dr Dariusz Siudak (Wydział Zarządzania i Inżynierii Produkcji Politechniki Łódzkiej)[2]
- 2019: dr Przemysław Szufel (Szkoła Główna Handlowa)
- 2020: dr Katarzyna Łobacz (Uniwersytet Szczeciński)
- 2021: dr Adam Marszk (Politechnika Gdańska)
- 2022: dr Rafał Buła (Uniwersytet Ekonomiczny w Katowicach)
- 2023: dr Katarzyna Włosik (Uniwersytet Ekonomiczny w Poznaniu)
- 2024: dr Aleksandra Nocoń (Uniwersytet Ekonomiczny w Katowicach)
- 2025: dr inż. Łukasz Nazarko (Politechnika Białostocka)

## Ważne publikacje
- Badania operacyjne, wyd. OWPW
- Zarządzanie finansami przedsiębiorstwa, wyd. OWPW
- Zarządzanie kapitałem przedsiębiorstwa, wyd. OWPW[1]